# Kyung Hye-won
 (janvier 2024).
Œuvres principales
L’ascenseur (original : ellibeiteo), L'Hôpital des dinosaures (original : gongnyong ekseurei), Plus grand que toi (original : Bigger Than You), Je suis une lionne (original : naneun saja), Un grand ami secret (original : keodaran bimil chingu).
Kyung Hye-won (coréen : 경혜원) est une autrice-illustratrice sud-coréenne pour la jeunesse. 

## Biographie
Kyung Hye-won est née à Suwon, une ville de la province de Gyeonggi en Corée du Sud, le 16 avril 1981 . Depuis la publication de Des amis exceptionnels (original : teukbyeolhan chingudeul) en 2014, Kyung a créé plusieurs albums de jeunesse, comme L’ascenseur (original : ellibeiteo), L’hôpital des dinosaures, Plus grand que toi (original : Bigger Than You), Je suis une lionne(original : naneun saja), Un grand ami secret (original : keodaran bimil). 
Son premier album, Des amis exceptionnels (original : teukbyeolhan chingudeul), est sorti en 2014. Avec L’hôpital des dinosaures, elle a remporté le prix OpenBook de Taïwan du meilleur livre pour enfants (Taiwan OpenBook Award) en 2018, ce qui signale la qualité littéraire et artistique de son album. Plusieurs de ses livres ont été traduits à Taïwan, au Mexique, en Russie et en France et ont commencé à se faire reconnaître par les lecteurs étrangers[réf. nécessaire]. Plus grand que toi (original : Bigger Than You) a d’abord été publié chez HarperCollins (États-Unis) en 2018, puis édité en coréen. Depuis sa participation à la foire du livre de jeunesse de Bologne en 2016, Kyung est représentée par l’agence Bookstop Literary aux États-Unis.

## Prix et distinctions
- 2018 : prix Openbook de Taïwan du meilleur livre pour enfants (Taiwan OpenBook Award), pour L'Hôpital des dinosaures[3].

## Publications
- Noël, Tyranno et moi (original : nawa tiranowa keuriseumaseu), Munhakdongne (Corée du Sud), 2022,  (ISBN 9788954692496)
- Un grand ami secret (original : keodaran bimil), Changbi (Corée du Sud), 2022,  (ISBN 9788936455934)
- Je suis une lionne (original : naneun saja), Bir (Corée du Sud), 2021,  (ISBN 9788949102566)
- Boum Boum (original : kungkung), Sigong Junior (Corée du Sud), 2020,  (ISBN 9791165793760)
- 冬冬, Kanghao (Taïwan), 2022,  (ISBN 9786269606405)
- ''Un livre de bougies (original : chotbulchaek), Woongjin Junior (Corée du Sud), 2020,  (ISBN 9788901245294)
- 蟠燭書, Kanghao (Taïwan), 2021,  (ISBN 9789869949552)
- Retourne dans l’œuf (original : al sogeuro doraga), Hanlim (Corée du Sud), 2020,  (ISBN 9788970940113)
- 到你的 劉壽 負裡! Kanghao (Taïwan), 2021
- Je suis plus grand que toi ! (original : nae kiga deo keo!), Bir (Corée du Sud), 2019,  (ISBN 9788949105130)
- 化你 更高! Kanghao (Taïwan), 2020,  (ISBN 9789869694179)
- Je suis plus grand que toi ! Rue du monde (France), 2020,  (ISBN 9782355046315)
- Bigger Than You, HarperCollins (États-Unis), 2018[1],  (ISBN 9780062683120)
- 내가 더 커, Hanlim (Corée du Sud), 2018,  (ISBN 9788970945071)
- Juste une bouchée (original : han imman), Hanlim (Corée du Sud), 2017,  (ISBN 9788970945750)
- 給我吃一口! Kanghao (Taïwan), 2018,  (ISBN 9789869501460)
- L’hôpital des dinosaures (original : gongnyong ekseurei), Hanlim (Corée du Sud), 2017,  (ISBN 9788970949635)
- 恐龍X光, Kanghao (Taïwan), 2018,  (ISBN 9789869501484)
- L’hôpital des dinosaures, Éditions Versant Sud (Belgique), 2020,  (ISBN 9782930938165)
- ДИНОЗАВРЫ НА РЕНТТЕН ! Rosman (Russie), 2020,  (ISBN 9785353095873)
- L’ascenseur (original : ellibeiteo), Sigong Junior (Corée du Sud), 2016,  (ISBN 9788952782588)
- Elevador[6], OCEANO travesia (Mexique), 2016,  (ISBN 9786075277578)
- 電梯, Kanghao (Taïwan), 2017,  (ISBN 9789869501422)
- Des amis exceptionnels (original : teukbyeolhan chingudeul), Sigong Junior (Corée du Sud), 2014,  (ISBN 9788952780676)
- 特別的朋友們, Kanghao (Taïwan), 2018,  (ISBN 9789869501439)

## Expositions et rencontres
- 2022 : Exposition de groupe Mighty Wonders[7].
- 2021 : Un monde sans imagination est ennuyeux, exposition dans le cadre des expositions organisées par un espace d’art et culture pour les albums de jeunesse, à Geurimchaek sup (forêt d’albums de jeunesse)[8].
- 2017 : Albums de jeunesse au musée, 53e édition de l’exposition de groupe au musée d’art AMWAY (artistes exposants : Kyung Hye-won, Kim Myeong-seog, Lee Gihun, Lee Myeong-ae, Lee Seok-gu, Jeong Jinho)[9].